# Vass Pál
Vass Pál (Szeged, 1854. november 27. – Szeged, 1889. április 10.) városi főjegyző.

## Életútja
Szülőhelyén végezte középiskoláit; 1878-ban a budapesti egyetemen jogi tanulmányait befejezvén, azon év márciusában Szegeden a városi közigazgatósághoz aljegyzővé, 1882 szeptemberében főjegyzővé választatott. A harmadik egyetemnek Szegeden való fölállítása mellett kitartóan küzdött hírlapilag és röpirataiban.
Cikkeket írt a Pesti Naplóba (1875-től, közművelődésiek és közigazgatásiak, 1878. 246. sz. a harmadik egyetem székhelyéül Pozsony helyett Szegedet hozta javaslatba), a Vasárnapi Ujságba (1884. Szeged-reconstructiója).

## Munkái
- A gyarmatosító Szeged. Szeged, 1879.
- Emlékirat a Szegeden fölállítandó egyetem tárgyában. Uo. 1879. (Szeged város megbízásából).
- Felirat. Uo. 1882. (Szeged város megbízásából a harmadik egyetem ügyében)